# Getting to Know You (ER)
Getting to Know You is de eenentwintigste aflevering van het vijfde seizoen van de televisieserie ER, die voor het eerst werd uitgezonden op 20 mei 1999.

## Verhaal
Het volledige personeel van de SEH komt te weten dat Hathaway zwanger is. Zij heeft nog een verrassing, zij krijgt een tweeling.
Dr. Benton is verbijsterd als hij hoort dat zijn ex-vriendin gaat trouwen met haar vriend Roger en tot overmaat van ramp zijn zij van plan te verhuizen naar Duitsland met hun zoon Reese. 
Dr. Weaver vindt op straat een kind dat niet weet waar het woont. Later blijkt dat hij onder invloed van drugs is.
Dr. Carter ziet zijn student binnengebracht worden, beroofd en mishandeld. 
Lucy Knight heeft besloten om van de ritalin af te komen, maar als zij dit doet merkt zij dat dit niet meevalt.
Dr. Greene en dr. Corday kussen elkaar voor de eerste keer.
Jeanie Boulet krijgt steeds meer gevoelens voor politieagent Reggie Moore.

## Rolverdeling

### Hoofdrollen
- Anthony Edwards - Dr. Mark Greene
- Noah Wyle - Dr. John Carter
- Laura Innes - Dr. Kerry Weaver
- Eriq La Salle - Dr. Peter Benton
- Matthew Watkins - Reese Benton
- Alex Kingston - Dr. Elizabeth Corday
- Paul McCrane - Dr. Robert Romano
- John Aylward - Dr. Donald Anspaugh
- John Doman - Dr. Carl Deraad
- Gloria Reuben - Jeanie Boulet
- Kellie Martin - Lucy Knight
- Julianna Margulies - verpleegster Carol Hathaway
- Ellen Crawford - verpleegster Lydia Wright
- Yvette Freeman - verpleegster Haleh Adams
- Deezer D - verpleger Malik McGrath
- Gedde Watanabe - verpleger Yosh Takata
- Laura Cerón - verpleegster Chuny Marquez
- Conni Marie Brazelton - verpleegster Connie Oligario
- Lily Mariye - verpleegster Lily Jarvik
- Emily Wagner - ambulancemedewerker Doris Pickman
- Lyn Alicia Henderson - ambulancemedewerker Pamela Olbes
- Abraham Benrubi - Jerry Markovic
- Kristin Minter - Randi Fronczak
- Lisa Nicole Carson - Carla Simmons

### Gastrollen (selectie)
- Freda Foh Shen - audiologe
- Cress Williams - politieagent Reggie Moore
- Corey Parker Robinson - Antoine Bell
- Monnae Michaell - Mrs. Bell
- Lizette Carrion - Lizette
- Vincent Berry - Seth Willows
- Debra Mooney - Leila Morgan
- Sarah Freeman - Sarah Bengossi
- Teri Garr - Celinda Randlett